# Laurentiuskirche (Arnoldshain)

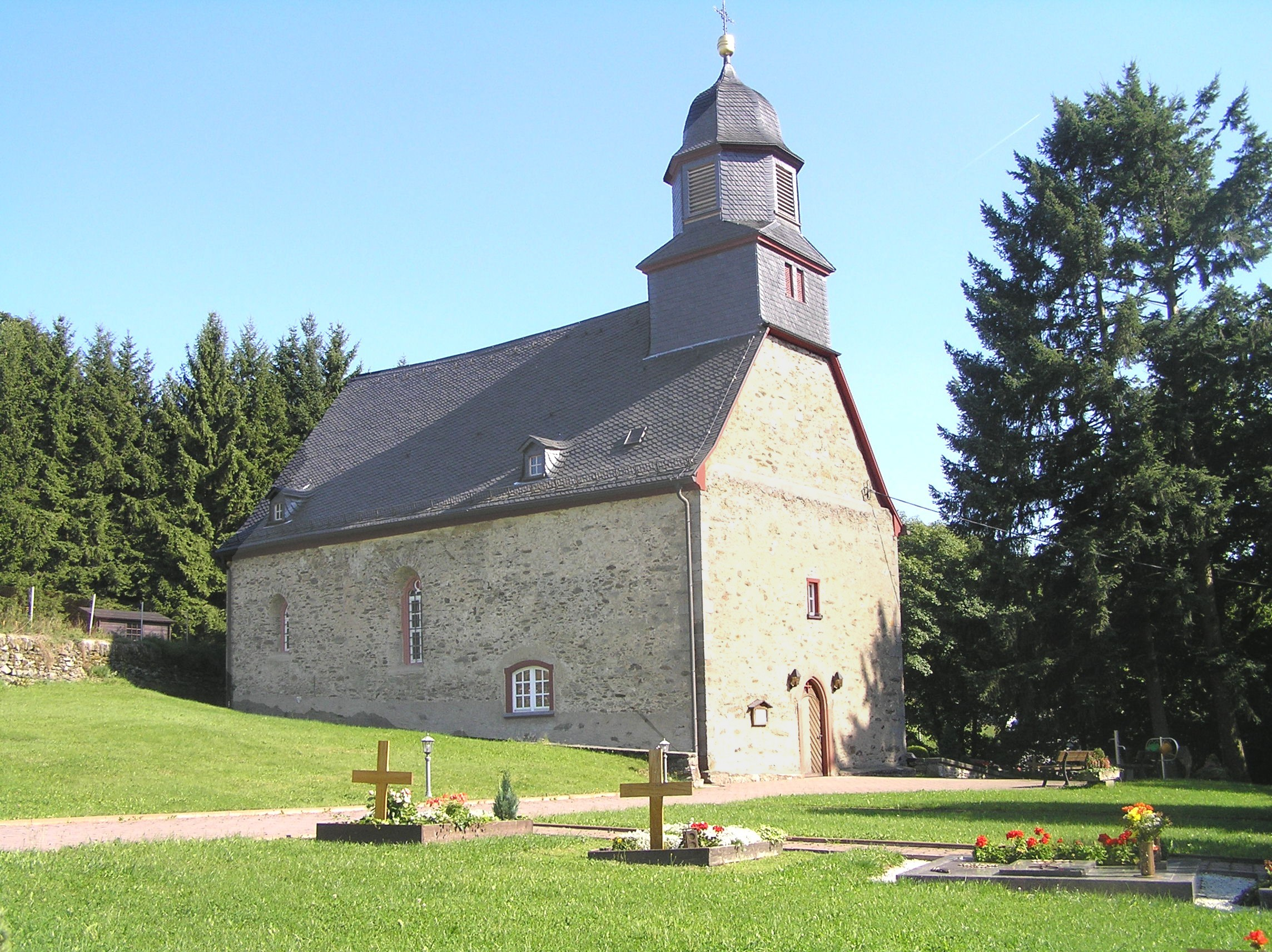
Laurentiuskirche in Arnoldshain

Die Laurentiuskirche in Arnoldshain ist eine der ältesten Kirchen des Taunus und steht unter Denkmalschutz. Sie ist nach dem heiligen Laurentius von Rom benannt.

## Geschichte

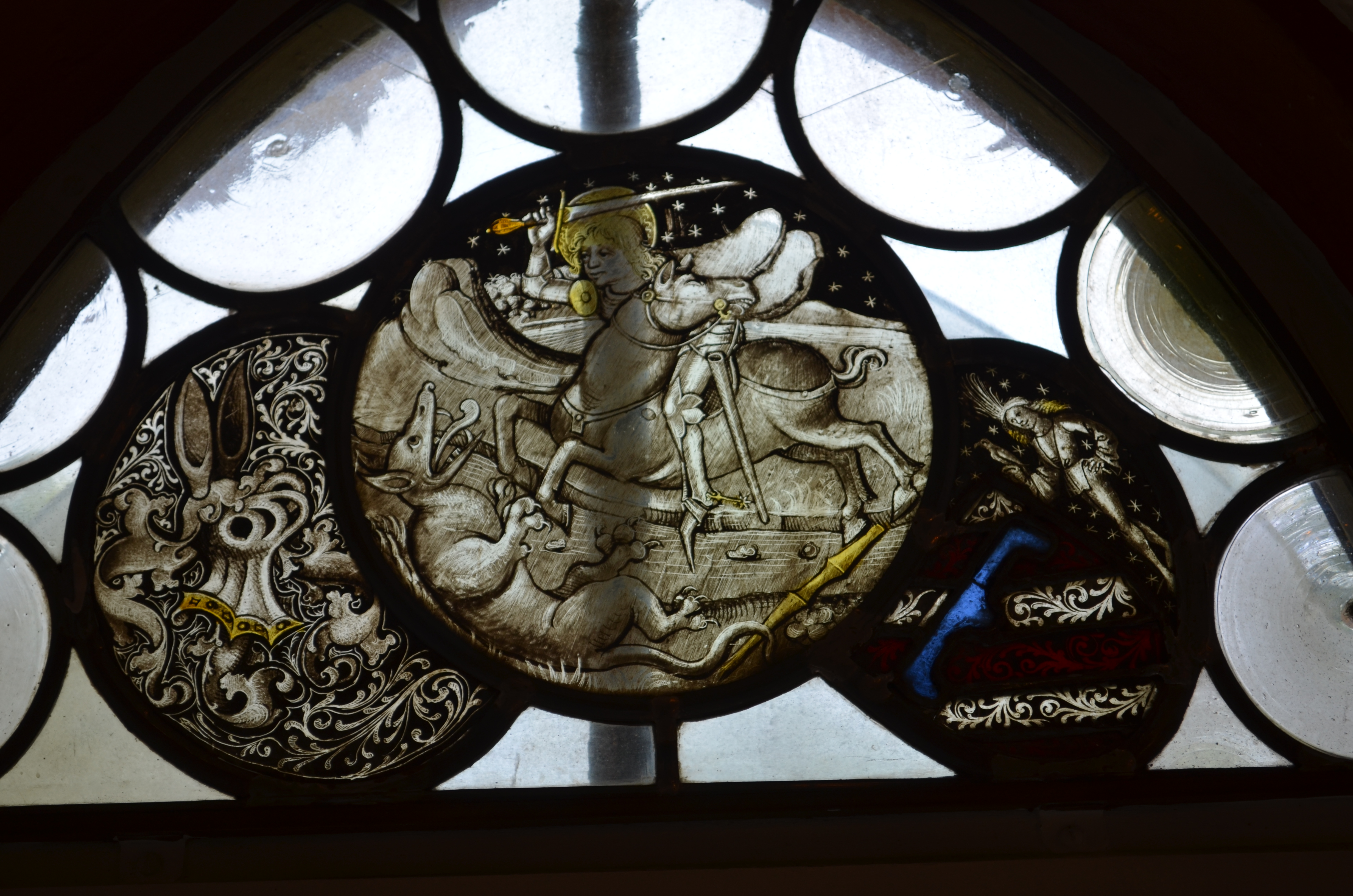
Glasfenster

Die Laurentiuskirche zu Arnoldshain wurde erstmals im Jahr 1215 im „Rotulus omnium iurium“ (Verzeichnis aller Rechte) des Mainzer Sankt-Stephans-Stiftes erwähnt. Sie ist jedoch deutlich älter, die Grundmauern werden auf das Jahr 1100 datiert. Die Kirche war die Hauptkirche der Ritter von Hattstein, die in der benachbarten Burg Hattstein ihren Hauptsitz hatten. Zunächst gehörte die Kirche kirchenrechtlich zu Schloßborn. Etwa um 1300 bestand eine eigene Pfarrei in Arnoldshain. Der erste Pfarrer, der namentlich überliefert ist, wurde 1492 genannt.
1393 wurde die Kirche im Rahmen einer Fehde gegen die Hattsteiner zerstört. Zwischen 1453 und 1539 waren die Reifenberger die bestimmende Kraft im hohen Taunus. Sie erhielten das alleinige Patronatsrecht für die Kirche als kurpfälzisches Lehen. Ab 1539 teilten sich Reifenberg und Hattstein das Patronatsrecht. Um 1527 wurde in der Herrschaft Reifenberg die Reformation eingeführt. 1621 kehrte Reifenberg zum katholischen Glauben zurück. Auch aus Rücksicht auf den lutherischen Mitbesitzer Hattstein und den Lehensgeber blieb die Laurentiuskirche jedoch protestantisch, die Oberreifenberger Kirche wurde katholisch. 1669 erwarb Nassau-Usingen das Patronatsrecht.
1488 wurde die Marienglocke gegossen. Nach einem Einsturz des Dachstuhls erfolgte 1761 bis 1764 eine umfassende Sanierung. Weitere Sanierungen erfolgten 1901 und in den 1950er Jahren. Trotz einiger Erweiterungen der ehemals achteckigen Kapelle ist der alte Teil bis heute erhalten. Die Laurentiuskirche gehört damit zu den ältesten noch genutzten Gebäuden im Hochtaunus.

## Ausstattung

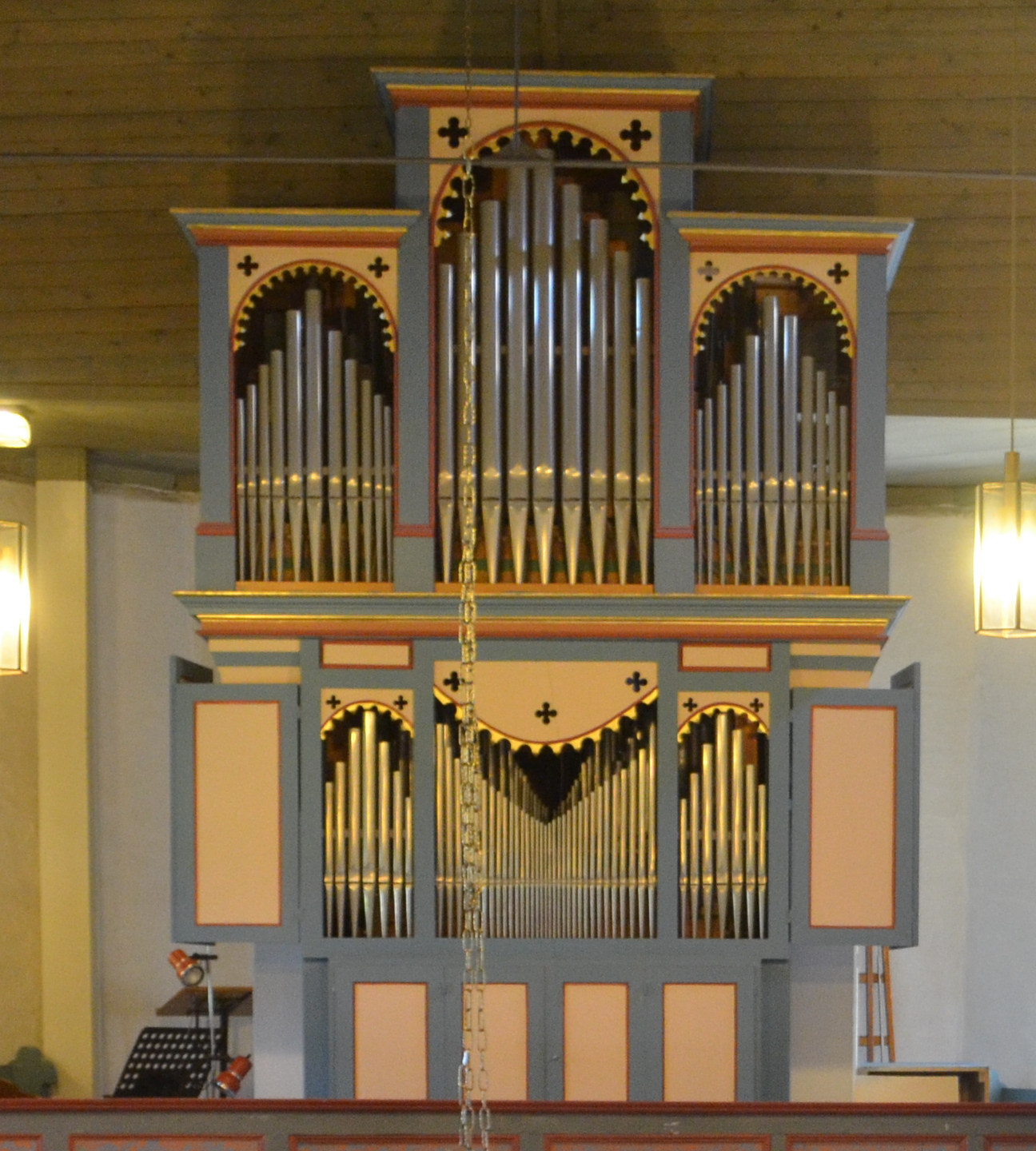
Oberlinger-Orgel von 1973

Das dreiteilige gotische Glasfenster hinter der Orgel von ca. 1470 zeigt links das Reifenberger Wappen, in der Mitte St. Georg mit dem Drachen (Die Oberreifenberger Kirche ist St. Georg geweiht) und rechts ein Falkner abgebildet. Künstler soll der Hausbuchmeister, ein mittelrheinischer Maler, Zeichner und Kupferstecher des ausgehenden 15. Jahrhunderts oder einer seiner Schule gewesen sein. Der Arnoldshainer Maler Hans Adam gestaltete 1960 weitere Glasfenster.
Der Altar aus Villmarer Marmor und die Kanzel werden auf die erste Hälfte des 19. Jahrhunderts datiert. Das kunstvoll geschmiedete Kirchhoftor wurde 1760 in Frankfurt hergestellt.
Im Jahr 1783 wurde die erste Orgel angeschafft. Sie wurde gebraucht aus der Idsteiner Stadtkirche übernommen und war ein Werk von Georg Henrich Wagner aus Lich, Sohn des berühmten Georg Wagner, aus dem Jahr 1673. 1784 errichtete die Gemeinde ein Gestell für die Orgel. Erneuerungen sind für 1835 und 1839 nachgewiesen. Gustav Raßmann baute 1860 eine neue Orgel, die über acht Register auf einem Manual und Pedal besaß. 1973 schuf die Firma Oberlinger eine neue Orgel unter Einbeziehung  älterer Teil der beiden Vorgängerorgeln. Das Werk verfügt über 14 Register, die sich auf zwei Manuale und Pedal verteilen.